# FMリクエストアワー
『FMリクエストアワー』（エフエムリクエストアワー）は、NHK-FM放送で1959年5月3日から1996年3月30日まで放送された音楽番組。放送当時はFリク（エフリク）、一部の局ではステリクの愛称で親しまれた。

## 概要
NHK-FM開局初期の頃からある番組で、元々クラシック音楽番組であったが、東京局以外の地方局は、NHK-FMで数少ない都道府県単位差し替えの企画ネット番組へ移行
放送は毎週土曜日、開始初期から1969年2月22日までは17時～19時。同年3月1日～4月5日は16時～18時。同年4月12日～1972年4月1日は15時から17時。1972年4月8日～放送末期は、15時台(15:10、15:05、15:00)から18時の約3時間のワイド番組へと移行する。
NHK-FM放送の場合は、NHKラジオ第1放送(中波)とは違い、全国各都道府県や、北海道では更に支庁単位で放送局・中継局があるため、広域放送の地域である関東地方・東海3県・近畿地方でも都道府県別、北海道は支庁単位（札幌、函館、旭川、帯広、釧路、北見、室蘭）、福岡県は北九州放送局と福岡放送局で、最大で54もの個別の番組が同時刻に放送されていた。
したがってスピルオーバーにより、複数の都道府県のNHK-FM局が聞ける地域に住む者にとっては、同時刻に多数の番組から選択する事が可能で、民放FM多局化以前の時代には、貴重な存在であった。
開局当初、東京以外モノラル放送であったローカル番組も、1975年10月から各地方局のローカル番組もステレオで放送される様に工事がなされ、1977年11月11日には全国のFM放送でのこの工事が完了。これにより、地方局の当番組もステレオで楽しめるようになった。このローカル番組のステレオ化は、FMローカル番組が盛り上がるきっかけとなった。

### 放送内容
内容は局によってバラエティに富んでおり、東京のように1984年3月までクラシック音楽しか受け付けていなかった局もあれば、担当アナウンサーの趣味全開で偏ったジャンルのリクエストが採用され、アイドルの楽曲を受け付けないとか、浦和放送局（当時）と千葉放送局の罵倒合戦など、NHKらしからぬ破天荒な放送をする局もあった。
放送の形態は、スタジオでリスナーから寄せられたリクエスト音楽をかけるだけのやり方や、市民を局舎内のオープンスタジオやイベント会場に招いた公開生放送の形式を採り、リクエスト音楽だけでなく、ゲストとして招いた歌手や音楽家の生演奏などがあった
。公開生放送である場合は、事前のはがき申し込みの抽選で選ばれた人を招いたり、先着順の自由参加だったりというやり方が混在していた。
なお土曜日が国民の祝日や大型連休・お盆・年末年始と重なった場合はローカル放送とはせずに東京発の全国共通番組にしたこともあった。

### 雑誌掲載
- グラフNHK1975年2月号 8ページに渡り横浜放送局の公開放送の様子を写真入りで紹介。他、宮崎、富山、岡山、千葉、大津、長崎、室蘭、徳島、神戸、盛岡局の様子も紹介。[3]
- 月刊オーディオ 1978年5月号 94-95頁に静岡局の放送内容を千田正穂アナウンサーの紹介と共に掲載。
- NHK音楽情報BIG 1980年代前半には、当時総合テレビで放送されていた『歌のビッグステージ』用に収集された全国のFリクのリクエストデータをまとめた雑誌として『NHK音楽情報BIG』（月二回 NHKサービスセンター編集発行、西武流通グループ発売、一部100円[4]1980年7月 - 1983年2月）が発売されており[1]、当時はまだ一般的には人気が高いとは言いがたかったTHE ALFEEや浜田省吾らがFリクではなぜか毎回ベストテン入りするという現象が起きており、同誌で両者を大きく取り上げていた[1]。
- ラジオライフ 1980年6月号 96-97頁に当時のタイトル、DJ、テーマ曲の一覧掲載[5]及び1980年6月号[6]・1980年8月号[7]・1980年10月号[8]・1980年12月号[9]には「NHK-FM局訪問」として出演者へのインタビューが連載されていた。
- ラジオパラダイス 1986年8月号では「全国54局完全CLOSE UP・NHK-FMリクエストアワー大図鑑」と題して、全国の各局の番組タイトル、DJの名前等の一覧を掲載。

## 各局の様子・歴代DJ
この番組は、ほぼ全都道府県の放送局で「FMリクエストアワー」のタイトルだったが、地域によっては、下記の局名の後の「」内のように「各局のコールサイン+リクエストアワー」や、独自の物が付けられていた。
DJは、NHK所属の各局のアナウンサーと、その地方で公募によりオーディションで選ばれた地元一般人の女性アシスタントの組み合わせで行なわれた事が多かった。主な業務が、ローカルニュースの原稿読み等である地方局のアナウンサーの、貴重なフリートークが聞ける番組であり、普段見せない個性が垣間見られる時間であった。
新人女性アナウンサーの登竜門的な番組でもあり、まだ無名の新人時代、アシスタントに就いていた者も多い。また学生時代にこの番組のアシスタント出演をきっかけとし、その後アナウンサーや歌手他として活躍する者を多く輩出した。

### NHK札幌放送局
テーマ曲
- ドメニコ・スカルラッティ「ソナタ第9アレグレット」(ハープ演奏:スザンナ・ミルドニアン)1980年頃[5]
- シャカタク「ナイトバーズ」1982年度

DJ
- 川越守(作曲家、クラシック担当)1980年頃[5]
- 前田重和(音楽プロデューサー、ポピュラー担当)1980年頃[5]
- 鈴木博之 1980年頃[5]
- 矢田啓子(アシスタント)1980年頃[5]
- 山口素子（アシスタント）1986年頃[10]
- 石原智子（アシスタント）1986年頃[10]
- 佐藤敏彦（アナウンサー）
- 阿倍香織 (アシスタント)
- 小野利佳 (アシスタント)
- 後藤繁榮（アナウンサー）
- 長田洋治（アナウンサー）

### NHK旭川放送局「FMハローサタデー旭川」
テーマ曲
- ベルト・ケンプフェルト「リトル・ドール」[5]
- T-SQUARE「OVERHEAD KICK」

DJ
- 志摩悦二郎（アナウンサー）
- 工藤三郎（アナウンサー）1980年頃[5]
- 飯田恵一（アナウンサー）1980年頃[5]
- 宮川ゆかり（アシスタント）1980年頃[5]、1985年頃
- 加清香代子（アシスタント）1980年頃[5]、1984年頃
- 福井慎二（アナウンサー）
- 山田豊（アナウンサー）1983〜1987年
- 佐藤行信（アナウンサー）1983〜1987年
- 浜田連理（アシスタント）1986年頃[10]
- 松尾由美子（アシスタント）1986年頃[10]
- 福田均（アナウンサー）1986[10]〜1989年
- 鎌田正幸（アナウンサー）1986〜1990年
- 穴水重雄（アナウンサー）1986〜1990年
- 細野敏郎（アナウンサー）1986〜1991年
- 小野孝二（アナウンサー）1987〜1991年
- 南山吉弘（アナウンサー）1987〜1990年
- 広坂安伸（アナウンサー）1988〜1991年
- 加藤成史（アナウンサー）1989〜1991年
- 和田哲（アナウンサー）1990〜1991年
- 佐藤直樹（アナウンサー）1990〜1991年

1991年より札幌局へのブロック化により終了。

### NHK函館放送局
テーマ曲はバリー・ホワイト「愛のテーマ」
- 金野正人（アナウンサー）1980年頃[5]
- 石田彰治（アナウンサー）1980年頃[5]
- 木村公児（アナウンサー）1980年頃[5]
- 横内智（アシスタント）1980年頃[5]
- 藤野壽一（アナウンサー）1983〜1987年
- 野方正俊（アナウンサー）1986〜1990年
- 松本浩司（アナウンサー）1986年頃[10]
- 下山千春（アシスタント）1986年頃[10]
- 下山ゆかり（アシスタント）1986年頃[10]
- 内美登志（アナウンサー）1987〜1991年
- 鹿野睦（アナウンサー）1988〜1991年

1991年より札幌局へのブロック化により終了。

### NHK室蘭放送局
テーマ曲は高中正義「スウィート・アグネス」
- 掛川雅夫（アナウンサー）1974年度[3]
- 久保田茂（アナウンサー）1979〜1983年
- 梅津正樹（アナウンサー）1980年頃[5]
- 高橋恵（アシスタント）1980年頃[5]
- 上村治子（アシスタント）1980年頃[5]
- 伏見与志樹（アナウンサー）1984〜1988年
- 島田政男（アナウンサー）1985〜1989年
- 斉藤仁美（アシスタント）1986年頃[10]
- 田中淳子（アシスタント）1986年頃[10]
- 芳野潔（アナウンサー）1986〜1990年
- 吉澤紘（アナウンサー）1987〜1991年
- 福田均（アナウンサー）1990〜1991年

1991年より札幌局へのブロック化により終了。

### NHK帯広放送局「レッツゴーヤングサタデー」「帯広FMリクエストアワー」
松山千春がまだ全国ブレイクする前、よく番組にギター持参でゲスト出演し歌っていた。
テーマ曲
- ジェス・グリーン「恋のハンググライダー」[5]
- mezzoforte「Another day」

DJ
- 佐野裕美（アシスタント）1980年頃[5]
- 高橋ゆかり（アシスタント）1980年頃[5]
- 畠山智之（アナウンサー）1981〜1985年
- 肥土貴美男（アナウンサー）1981〜1985年
- 吉田賢（アナウンサー）1982〜1986年
- 田代賢（アナウンサー）1983〜1987年
- 渡部英美（アナウンサー）1983〜1987年
- 佐野剛平（アナウンサー）1983〜1987年
- 酒井暉忠（アナウンサー）1985〜1989年
- 竹中由香利（アシスタント）1986年頃[10]
- 作田五美（アシスタント）1986年頃[10]
- 篠原瑞枝（アシスタント）1986〜1988年
- 福井茂（アナウンサー）1986〜1990年
- 藤野寿一（アナウンサー）1987〜1991年
- 杉尾宗紀（アナウンサー）1987〜1991年
- 亀田勝太（アナウンサー）1989〜1991年

1991年4月より札幌局へのブロック化により終了。

### NHK北見放送局「きたみヤングヤングサタデー」
テーマ曲
- シルヴェッティ「スプリング・レイン」[5]
- マントヴァーニオーケストラ「マンハッタン・ララバイ」[12]

DJ
- 藤井康生（アナウンサー）1980年頃[5]
- 小山正人（アナウンサー）1980年頃[5]
- 松本康子（アシスタント）1980年頃[5]
- 鈴木準子（アシスタント）1980年頃[5]
- 渡辺幹雄（アナウンサー）1986年頃[10]
- 大窪信孝（アナウンサー）1986[10]〜1990年
- 田中まゆみ（アシスタント）1986年頃[10]
- 原田ひとみ（アシスタント）1986年頃[10]
- 土田真奈美（アシスタント）1986年頃[10]
- 石河循一（アナウンサー）1987〜1991年
- 室町規公人（アナウンサー）〜1988年
- 田中剛志（アナウンサー）1989〜1991年

1991年より札幌局へのブロック化により終了

### NHK釧路放送局「KPリクエストアワー」
テーマ曲はポール・モーリア「愛は夢の中に」
- 梶伸子（アシスタント）1980年頃[5]
- 山内純子（アシスタント）1980年頃[5]
- 青木理恵（アシスタント）1980年頃[5]
- 沖谷昇（アナウンサー）1982〜1986年
- 佐藤直樹（アナウンサー）1983〜1987年
- 板倉卓人（アナウンサー）1983〜1987年
- 久保田茂（アナウンサー）1984〜1988年
- 仲山豊秋（アナウンサー）1986〜1988年
- 吉田登（アナウンサー）1986〜1990年
- 平田かおり（アシスタント）1986年頃[10]
- 栂野祐美子（アシスタント）1986年頃[10]
- 亀田勝太（アナウンサー）1987〜1989年
- 田中剛志（アナウンサー）1987〜1989年
- 福井慎二（アナウンサー）1988〜1991年
- 白崎義彦（アナウンサー）1988〜1991年
- 近藤庸子（アナウンサー）1989〜1991年
- 水本香里（アシスタント）[13]

1991年より札幌局へのブロック化により終了。

### NHK青森放送局
総合テレビ、平日午前の自局の生活情報番組「テレビ伝言板」に於いて、毎週金曜日放送内で、「FMリクエストアワー」の予告が伝えられていた。
テーマ曲はリー・リトナー「フライ・バイ・ナイト」
- 金井直巳（アナウンサー）1980年頃[5]
- 伊藤健三（アナウンサー）1980年頃[5]
- 野宮玲子（アシスタント）1980年頃[5]
- 平田毅（アナウンサー）1980年～
- 後藤順一（アナウンサー）1983〜1989年[10]
- 野坂真理（アシスタント）1986年頃[10] - 学生時代
- 佐々木一恵（アシスタント）1986年頃[10]
- 沢岸隆幸（アナウンサー）1986[10]〜1990年
- 伊藤文樹（アナウンサー）1986〜1990年
- 板倉卓人（アナウンサー）1987〜1991年
- 渡辺英紀（アナウンサー）1987〜1992年
- 肴倉祐子（アシスタント）1988〜1992年
- 吉田一之（アナウンサー）1989年〜不明
- 柴田徹（アナウンサー）1990年〜不明
- 河島康一（アナウンサー）1991年〜不明
- 藤野壽一（アナウンサー）1991年〜不明
- 石塚彰一（アナウンサー）1991年〜不明

公開生放送
- 1982年10月16日（土）青森市民文化ホール ゲスト 村下孝蔵、三田寛子

### NHK秋田放送局
テーマ曲は大野雄二「恋はサンパウロ」
- あべ十全[14]
- 田代賢（アナウンサー）1980年頃[5][6]
- 大島明子（アシスタント）1980年頃[5][6]
- 皆川厚子（アシスタント）1980年頃[5][6]
- 加藤行輝（アナウンサー）1980年頃[5][6]
- 澤岸隆幸（アナウンサー）
- 井出真寿美（アシスタント）[15]
- 石川文子 1984年頃[16]
- 芳野潔（アナウンサー）1986年頃[10]
- 伊藤珠美（アシスタント）1986年頃[10]
- 秋山理佳（アシスタント）1986年頃[10]

### NHK盛岡放送局
1972年 NSPのデモテープが彼らの地元・岩手のFMリクエストアワーで放送され、反響を呼び11週間連続1位に。この直後、第5回ヤマハポピュラーソングコンテストで入賞。
高橋ジョージが岩手県立一関工業高等学校の1年生時に組んでいたアマチュアバンドを、自らNHK盛岡放送局のFMリクエストアワー担当者に売り込みをかけ、1974年10月19日（土）北上市で行われた公開放送に出演。
テーマ曲はポンタ村上「コンタクトポイント」
- 武井高徳（アナウンサー）1974年度[3]
- 野島正興（アナウンサー）1974年度[3]
- 三宅民夫（アナウンサー）
- 和田源二（アナウンサー）1980年頃[5]
- 原田徹（アナウンサー）1986年頃[10]
- 岩田誉子（アシスタント）1986年頃[10]
- 羽塚由（アナウンサー）1987〜1992年
- 早瀬晋一（アナウンサー）1989〜1993年
- 大窪信孝（アナウンサー）1989〜1993年
- 滝内泉（アナウンサー）1991年5月～1993年3月[19]

### NHK仙台放送局
1977年4月、岩渕まことからDJを引き継いださとう宗幸が番組内のコーナーでリスナーから寄せられた詩に曲をつけて歌を創作しており、番組リスナーだった星間船一から送られた歌詞にさとうが曲を付け青葉城恋唄として発表。後に大ヒット曲となる。
テーマ曲はスーパーバップ「レッドロドニー」
- 坂本益夫（NHK放送劇団）1980年頃[5][6]
- オリーブ（アシスタント）
- 岩渕まこと ～1977年頃[20]
- 小川もこ（アシスタント）- 東北学院大学在学中。さとう宗幸[6]とのコンビ。3年間担当[21]
- くまがい金次（シンガーソングライター）
- トゥインクル（アシスタント）
- 渡邊洋（音楽バンド「バグダッド・ハネムーン」のヴォーカル）
- 中條真一＆及川徳子（1980年代頃。中條はシンガーソングライター。約10年間出演、2016年5月28日死去。及川徳子は14年以上出演し、後にエフエム仙台他、DJで活躍）[22]

### NHK山形放送局
テーマ曲はリーリトナー「フライバイナイト」
- 三原渡（アナウンサー）1980年頃[5][6]
- 石河循一（アナウンサー）1980年頃[5][6]
- 近藤由美子（アシスタント）1980年頃[5][6]
- 竹谷祐子（アシスタント）1980年頃[5][6]
- 行宗蒼一（アナウンサー）1981 - 1982年
- 久保田麻三留（アナウンサー）1982 - 1986年頃
- 石沢典夫（アナウンサー）1981 - 1986年頃
- 大石孝子（アシスタント）1986年頃[10]
- 小関千絵（アシスタント）1986年頃[10]

### NHK福島放送局「ふくしまミュージックサタデー」
テーマ曲は「さよならエマニエル夫人」（サントラ）
- 山本浩（アナウンサー）1980年頃[5]
- 伊藤博英（アナウンサー）1980年頃[5]
- 小野浩美（アシスタント）1980年頃[5]
- 宮川泰夫（アナウンサー）
- 松井奏弘（アナウンサー）1986年頃[10]
- 大滝重輿（アナウンサー）1986年頃[10]
- 神野ふみ子（アシスタント）1986年頃[10]
- 佐伯麻子（アシスタント）1986年頃[10]

### NHK水戸放送局「水戸リクエストアワー」
主にプログレッシブ・ロックを中心に選曲していた時期があった。
テーマ曲はバーニングウェイブ「この広い野原いっぱい」
- 佐野剛平（アナウンサー）1980年頃[5]
- 村井秀三（アナウンサー）1980年頃[5]
- 沢部日出子（アシスタント）1980年頃[5]
- 藤沢千津子（アシスタント）1980年頃[5]
- 矢成徹夫（アナウンサー）1983年頃
- 田中勝美（アナウンサー）
- 土屋巌（アナウンサー）＆木村和子（アシスタント）1986年頃[10]
- 坂田正巳（アナウンサー）＆大久保洋子（アシスタント）1986年頃[10]

### NHK前橋放送局「TPリクエストアワー」
TPリクエストアワーを参照
テーマ曲はジュートルディスコ「ディスコメドレー」
- 佐野滋＆荒井千枝子 1975年頃[23]
- 行宗蒼一（アナウンサー）＆相川佐有里（アシスタント）[5][7]
- 磯浦康二（アナウンサー）＆室橋順子（アシスタント）1983年頃
- 遠藤正明（アナウンサー）＆荻原恵子（アシスタント）1983年頃
- 遠藤正明（アナウンサー）＆荻野由紀（アシスタント）1986年頃[10]
- 高橋佳久（アナウンサー）＆新井聖子（アシスタント）1986年頃[10]

### NHK宇都宮放送局「うつのみやリクエストアワー」
テーマ曲はフランク・プゥルセルの「ロッドマルトン・パレード」
- 水野重満 1975年頃[23]
- 柴田弘之 1975年頃[23]
- 栗原民子 1975年[23]、1980年頃[5]
- 恩蔵憲一（アナウンサー）1980年頃[5]
- 川辺登紀夫（アナウンサー）1980年頃[5]
- 川端義明（アナウンサー）1983年頃
- 関口巌（アナウンサー）1986年頃[10]
- 清水紀雄（アナウンサー）1986年頃[10]
- 大西浩子（アシスタント）1986年頃[10]
- 平山まゆみ（アシスタント）1986年頃[10]

### NHK浦和放送局「うらわミュージックサタデー」
毎月、奇数週は「歌謡アラカルト」と題し国内の曲等、偶数週は「ロック＆ポップス」と題し主に洋楽を選曲し放送。
テーマ曲
- 美しい朝がきます[5]
- サンダースト（ロニー・リストン・スミス）[5]

DJ
- 室賀浩（アナウンサー）＆赤澤道子 1975年頃[23]
- 沼田実（アナウンサー）1980年頃[5][7]
- 藤野寿一（アナウンサー）1980年頃[5][7]
- 大蔵麻美（アシスタント）1980年頃[5][7]
- 久保建司（アナウンサー）＆福島真理子（アシスタント）1986年頃[10]、1980年頃[5][7]
- 高橋淳之（アナウンサー）＆大蔵麻美（アシスタント）1986年頃[10]

### NHK千葉放送局「千葉リクエストスタジオ」
- 大野栄一（アナウンサー）1974年度[3]
- 平尾民保（アナウンサー）1974年度[3]
- 丸山朋子（アシスタント）1974年度[3]
- 和田由理枝（アシスタント）1974年度[3]
- 遠藤正明（アナウンサー）1974年度[3]1975年頃[23]、1980年頃[5]
- 大野栄一（アナウンサー）1975年頃[23]
- 池田文枝（アシスタント）1975年頃[23]
- 丸山朋子（アシスタント）1975年頃[23]
- 水谷れいこ（アシスタント）1975年頃[23]
- 向後英紀（アナウンサー）1980年頃[5]
- 小堀信夫（アナウンサー）1980年頃[5]
- 福田薫子（アシスタント）1980年頃[5]
- 手綱久枝（アシスタント）1980年頃[5]
- 清川徹（アナウンサー）1986年頃[10]
- 和佐田道子（アシスタント）1986年4月 - 1987年3月[10]後に作家へ。
- 刈屋富士雄（アナウンサー）1987年 - 1989年

### NHK放送センター「リクエストアワー」
テーマ曲はヴィンチェンツォ・ベッリーニ「オーボエ協奏曲 変ホ長調」
- 菊谷彰（アナウンサー）[5]

1984年以降は#統合末期を参照

### NHK横浜放送局「オープンスタジオ・ヨコハマFMリクエスト」

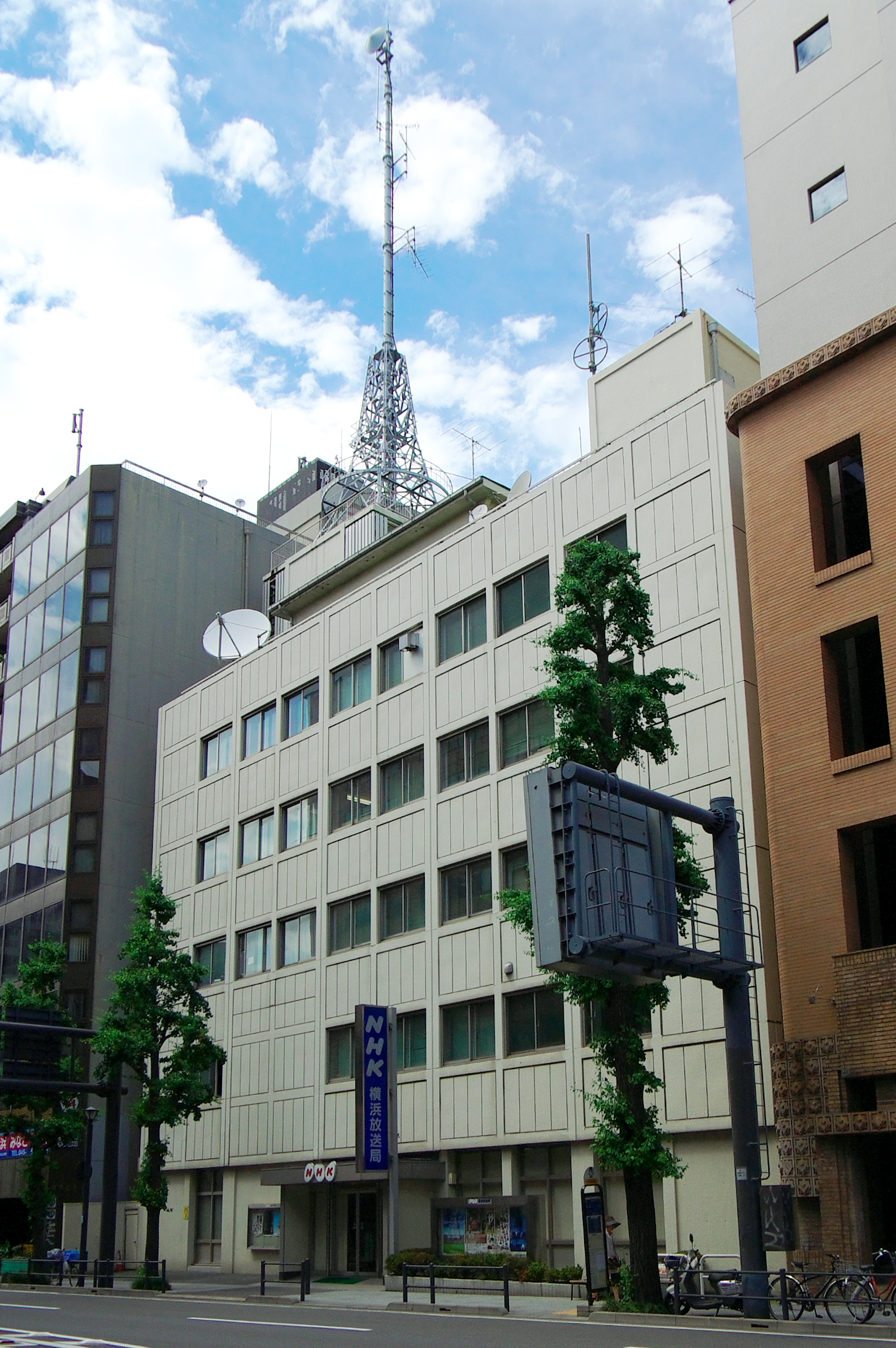
公開生放送を行なっていたNHK横浜放送局旧放送会館（横浜市中区本町1丁目）

局舎3階にオープンスタジオを設け公開放送を行なっていた。スタジオ観覧客が自分のかけたい曲を、局舎内のレコード室で探し、スタジオに戻った後、選ばれた曲がかかる「走れ走れ大リクエスト」というコーナーを実施。男性アナウンサーは本名ではなく「ゴンベさん」というDJ名を名乗っていた。
テーマ曲はフランク・プゥルセル「アイガットリズム」
- 久留章義（アナウンサー）＆お玉さん = 徐玉蘭（アシスタント）1974年度[3]
- 久留章義（アナウンサー）＆落合慶子（アシスタント）1975年頃[23]
- 磯浦康二（アナウンサー）
- 八木健（アナウンサー）[25]
- 伏見与志樹（アナウンサー）1980年頃[5][7]
- 増田晴久（アナウンサー）1980年頃[5][7]
- 海野尾順子（アシスタント）1980年頃[5][7]
- 勝又秀子（アシスタント）1980年頃[5][7]
- 大久保淳一郎（アナウンサー）＆佐藤真由美（アシスタント）1986年頃[10]
- 向後雅博（アナウンサー）＆鈴木智子（アシスタント）1986年頃[10]
- 宮田佳代子（アシスタント）- 大学生時代

### NHK甲府放送局

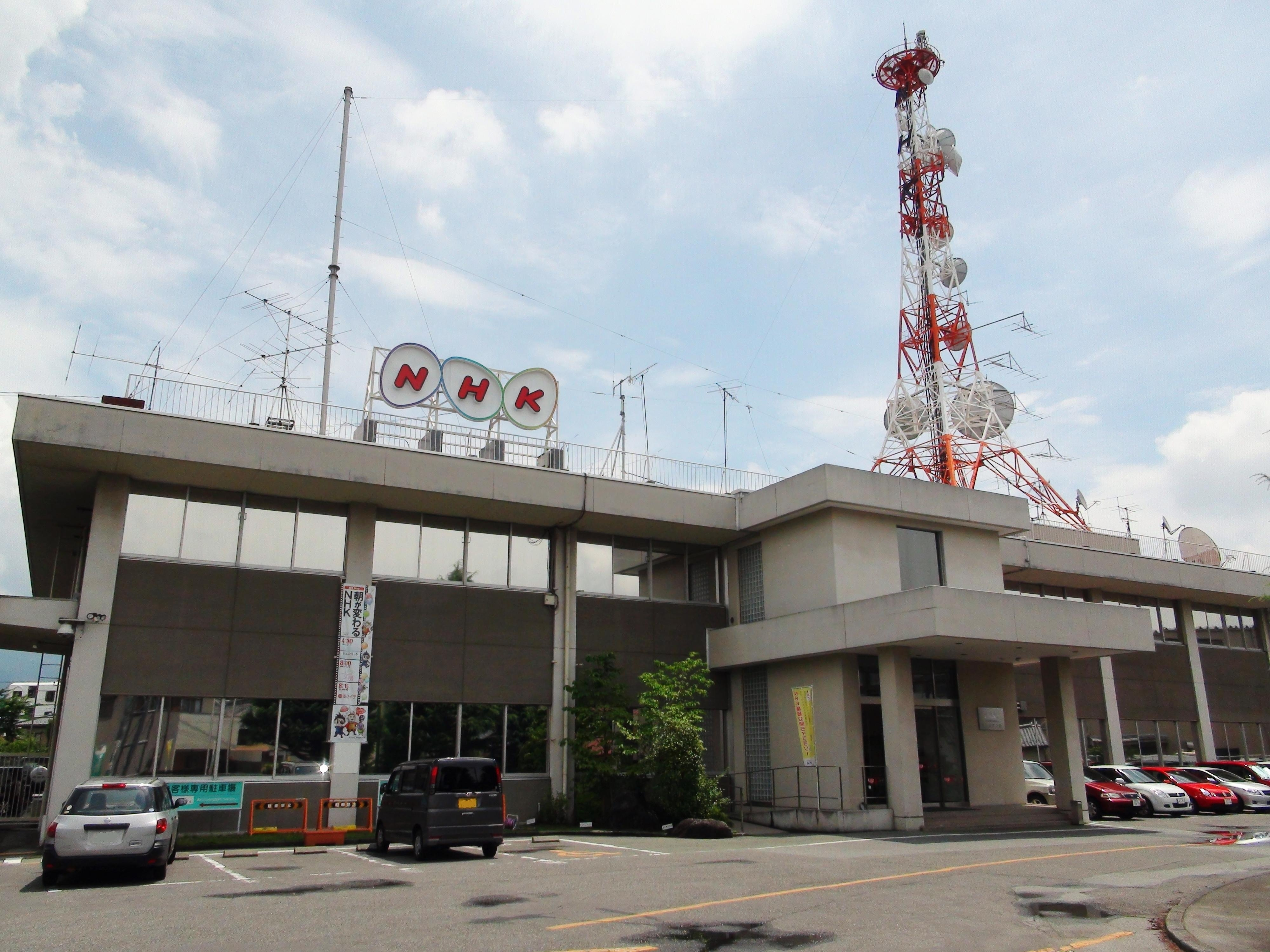
公開生放送を行なっていた第1スタジオのあった旧NHK甲府放送局局舎（甲府市飯田）現在は解体済

甲府市飯田にあった旧NHK甲府放送局舎（解体済）の、第一スタジオや第二スタジオから毎週公開生放送を行なっていた。
三つ峠中継局（86.0MHz）の電波が県内だけでなく、越境し東京近郊でも受信可能なため、関東全域からもリスナーのリクエストハガキが届き、スタジオ観覧にも訪れていた。
DJの女性アシスタントは、原則的に毎年度=1年ごとの交代だが、番組初期や末期は例外もあった。
リクエストハガキが読まれたリスナーや、音楽クイズの正解者の中から、抽選で好きなレコード（シングル盤、LP盤）をプレゼントしていた。
「甲府Fリクファンクラブ」を結成。年2、3回会報（いわゆる同人誌扱い）を発行。
関東各局が、1985年頃から「東京リクエストアワー」にネット移行する中、最後までローカル放送を行なっていたが、1991年3月をもって終了。末期は、週により甲府ローカル局製作と「東京リクエストアワー」の放送が混在していた。

#### 1973年～1976年
- 角井雅好（アナウンサー）[27]

#### 1977年頃～1978年9月30日
- 幸田俦朗（アナウンサー）
- 村井（アナウンサー）
- 川口正美=チャミ（アシスタント）
- 三森隆子=タァコ（アシスタント）

イベント・ゲスト
- 1977年11月26日（土）開局40周年記念 岡島デパートより中継。ゲスト=一城みゆ希、ピーカブー、キャッツ★アイ

#### 1978年10月7日～1979年3月31日
- 佐藤誠 (アナウンサー)
- 秋山志津子=ウド（アシスタント）
- 北畑千代子=チーコ（アシスタント）

#### 1979年4月7日～1980年3月29日
- 幸田俦朗（アナウンサー）→伊藤日出夫（アナウンサー）
- 土屋きみ=クロちゃん（アシスタント）
- 横山美由紀=エルちゃん（アシスタント）

ゲスト
- 9月29日 アルフィー

#### 1980年4月5日～1981年3月28日
テーマ曲は「ウインドサーフィン」（ネイティブサン）
- 幸田俦朗（アナウンサー）[5]
- 伊藤日出夫（アナウンサー）[5]
- 橋爪明子=エグちゃん（アシスタント）[5]
- 石原正子=メメちゃん（アシスタント）[5]

主なコーナー
- クロちゃんコーナー

イベント・ゲスト
- 1980年9月24日（水）18時～ 都留市民会館にて公開録音。ゲスト=谷山浩子・柏原よしえ・マッチボックス[28]

#### 1981年4月4日～1982年3月27日
主なコーナー
- クロちゃんコーナー、プーちゃんコーナー

イベント・ゲスト
- 1981年6月27日 山梨英和短期大学学園祭から生中継。ゲスト=スターダストレビュー、石坂智子
- 1981年8月1日 ゲスト=アルフィー
- 1982年3月27日 ゲスト=甲斐智枝美、中野美紀

#### 1982年4月～1983年4月2日
オープニング・エンディング曲
- 「Cabo Frio」（アール・クルー)
- 「Roller Jubilee」(アル・ディ・メオラ)

オープニング・エンディング曲は初回放送前、提示された数ある候補曲の中から、各女性アシスタントに選ばせ、選出者の出演日に使用されていた。
女性アシスタント達は隔週の出演だが、出演しない週も放送中スタジオの副調整室でレコード準備などの業務を行なっていたため、リクエストハガキ等で当人の話題が出ると、飛び入りで短時間出演する事もあった。
途中「タモリの戦後歌謡曲史」という東京製作の録音番組が挿入される。この間DJ達は、約3時間という長時間番組の貴重な休憩時間にあてられていた。
- 小林宏之（アナウンサー）＆坂本るり子＝ルンルン（アシスタント）
- 石井光男（アナウンサー）＆小野文子＝ブンブン（アシスタント）

主なコーナー
- Fリクベスト10
- 懐メロコーナー - 昭和〇年にリリースされた曲と、同年の出来事を紹介
- 特集コーナー - テーマに沿った曲や、アーティストの特集
- ニューディスクアラカルト - 新譜情報
- サウンドボックス山梨 - 地元のアマチュアバンド等の紹介
- ブンブンコーナー、ルリちゃんコーナー - 主にアシスタントが話すトークコーナー（9月～）
- Fリク劇場（2月～） - ラジオドラマ

イベント・ゲスト
- 1982年6月26日 山梨英和短期大学・楓楓祭（学園祭）とスタジオ二元中継。ゲスト=川崎麻世
- 1982年10月23日 大月市民会館 公開録音。ゲスト=柏原芳恵、ARB
- 1982年11月13日 うらべまさみスタジオ公開ライブ
- 1982年12月4日 ゲスト=三原順子
- 1983年4月2日 富士吉田市民会館 公開録音。ゲスト=三原順子、きゃんきゃん

#### 1983年4月9日～1984年3月31日
- 山本雅子（アシスタント）[29]
- 三井しおみ（アシスタント）

主なコーナー
- Fリクベスト10
- Fリク伝言板
- サウンドボックス山梨
- まこちゃんコーナー
- しおみコーナー

ゲスト=ARB（1983年6月4日）

#### 1984年4月7日～1985年3月30日
- 上原康樹（アナウンサー）
- 末利光（アナウンサー）
- 要幸男（アナウンサー）
- 望月えりか（アシスタント）
- 桜井梨花（アシスタント）

主なコーナー
- Fリクベスト5
- Fリクインフォメーション
- えりかちゃんコーナー

#### 1985年4月6日～1986年4年5月
- 上原康樹（アナウンサー）
- 末利光（アナウンサー）
- 石塚彰一（アナウンサー）
- 浜野安正（アナウンサー）
- 藤木健（アナウンサー）
- 尾高憲明（アナウンサー）
- 田代賢（アナウンサー）
- 雨宮みゆき（アシスタント）
- 斉藤佳子（アシスタント）

#### 1986年4月12日～1987年4月4日
- 末利光（アナウンサー）[10]
- 田代賢（アナウンサー）[10]
- 石塚彰一（アナウンサー）[10]
- 小野まき恵（アシスタント）[10]
- 松本宣子（アシスタント）[10]

#### 1987年4月11日～1988年4月2日
- 末利光（アナウンサー）＆深沢真由美（アシスタント）
- 田代賢（アナウンサー）＆猪俣久美子（アシスタント）

#### 1988年4月9日～1989年4月2日
- 末利光（アナウンサー）
- 田代賢（アナウンサー）
- 田村芳和（アナウンサー）
- 小見誠広（アナウンサー）
- 瀬戸秀夫（アナウンサー）
- 古島麻生子（アシスタント）
- 流石一美（アシスタント）

公開生放送
- 1988年12月24日（土）クリスマス特集IN山梨県立中央病院

#### 1989年4月9日～1990年4月1日
テーマ曲は「SEA LINE」（角松敏生）小見誠広アナウンサーの選曲

- 小見誠広（アナウンサー）
- 田村芳和（アナウンサー）
- 瀬戸秀夫（アナウンサー）
- 末利光（アナウンサー）
- 流石一美（アシスタント）

この年度は女性アシスタントは一人体制。男性アナウンサーは、小見と田村が交代でレギュラー担当。臨時で瀬戸、末が担当した。
公開生放送
- 1989年9月16日（土）甲府博イベントホール。ゲスト=中山忍、細川直美
- 1989年12月16日（土）Fリクスペシャル！サンタが病院にやって来た！（山梨県立中央病院）

#### 1990年4月7日～1991年3月16日
- 小見誠広（アナウンサー）
- 石部志保（アシスタント）
- 中村容子（アシスタント）[31]

この年度より半分以上が、東京リクエストアワーをほぼ隔週で中継。1991年3月16日をもって甲府局ローカル放送終了。

#### 復刻!FMリクエストアワー
2025年2月22日（土）14～16時 FM。放送100周年を記念し局舎1階ハートプラザより公開生放送。出演は番組末期1988～90年度DJを務めた小見誠広、過去甲府局在籍の伊東敏恵、そして藤原優紀。
189通のリクエストと、当日は想定を超える300人近い観覧者が訪れ、立ち見が多数出る盛況。リクエスト曲は当時と同じ全曲フルコーラスで番組を再現。
県域番組はらじる★らじるで生配信されないため、当日は電波のみで生放送。後日らじる★らじる聞き逃しで3月2日まで配信。
数週間前よりNewsかいドキ内で毎週金曜日に宣伝告知された。
当日の様子は、翌週2月26日NHKニュースおはよう日本・関東甲信越や、2月28日金曜やまなしいとしの青春ラジオ 〜復刻 FМリクエストアワー〜（山梨ローカル）で30分のテレビ番組として放送。後日4月6日AM4:30～、4月9日AM1:25～ NHK地域局発（全国）でも放送。映像は全てNHKプラスの見逃し配信でも配信された。

### NHK新潟放送局「QKリクエストアワー」
テーマ曲はビートルズ「リトルヘルプマイフレンズ」
- 千田正穂（アナウンサー）
- 合田敏行（アナウンサー）
- 榊寿之（アナウンサー）
- 南邦治（アナウンサー）1980年頃[5]
- 槇坂弘子（アシスタント）1980年頃[5]
- 藤野綾子（アシスタント）1980年頃[5]
- 要幸男（アナウンサー）1986年頃[10]
- 曽田孝（アナウンサー）1986年頃[10]
- 松永美幸（アシスタント）1986年頃[10]
- 箕輪達子（アシスタント）1986年頃[10]
- 佐藤弥生（アシスタント）1986年頃[10]

### NHK長野放送局「NKリクエストアワー」
テーマ曲はフレデリックと彼のマジックピアノ「メイム」
- 山崎登（アナウンサー）
- 二見和男（アナウンサー）
- 徳田章（アナウンサー）
- 伊藤博英（アナウンサー）
- 三上たつ次（アナウンサー）
- 坂槇肇（アナウンサー）1980年頃[5]
- 新井成吉（アナウンサー）1980年頃[5]
- 中谷由美（アシスタント）1980年頃[5]
- 宮下須美子（アシスタント）1980年頃[5]
- 西沢品子（アシスタント）1982年～1983年[32]
- 香山るりこ（アシスタント）1986年4月～1988年3月
- 保科淳子（アシスタント）1988年4月～1990年3月

公開放送
- 1989年9月23日（土）長野市県民文化会館　ゲスト：石川秀美[33]

### NHK静岡放送局
テーマ曲はラロ・シフリン「フラミンゴ」
- 千田正穂（アナウンサー）＆松下かおる（アシスタント）1978年頃[34]
- 平良宣昌（アナウンサー）1980年頃[5]
- 吉田広（アナウンサー）1980年頃[5]
- 市川清美（アシスタント）1980年頃[5]
- 長谷川由香子（アシスタント）1980年頃[5]
- 加藤行輝（アナウンサー）＆後藤佳子（アシスタント）1986年頃[10]
- 野地俊二（アナウンサー）＆小長井清美（アシスタント）1986年頃[10]
- 高橋清美（アシスタント） - (大学生時代)[35]。後にテレビ静岡アナウンサー → 退社後フリーアナウンサー
- 高橋恵子（アシスタント） - 大学生時代。後に群馬テレビアナウンサー → 退社後フリーアナウンサー

### NHK名古屋放送局
テーマ曲
- ロニー・アルドリッチ＆ロンドン・フェスティバル管弦楽団「リーヴ・ミー・アローン」[12]
- チェット・アトキンス「スノーバード」[5]

DJ
- 大塚範一（アナウンサー）
- 奥津憲仁（アナウンサー）
- 小林大介（アナウンサー）
- 高橋ムツコ 1976年頃
- 松本芳美（アナウンサー）1980年頃[5]
- 檜田増美（アシスタント）1980年頃[5]
- 町田陽子（アシスタント）1985年～1986年頃[36]
- 水谷若緒（アシスタント）1987年頃

### NHK津放送局
テーマ曲はカラヴェリ「愛のメロディー」
- 板谷直実（アナウンサー）1980年頃[5]
- 樹川雅夫（アナウンサー）1980年頃[5]
- 村田哲子（アシスタント）1980年頃[5]
- 宮本京子（アシスタント）1980年頃[5]
- 吉田弘（アナウンサー）＆丹波康子（アシスタント）1986年頃[10]
- 石踊昌一（アナウンサー）＆野村恵子（アシスタント）1986年頃[10]

### NHK岐阜放送局「リクエストアワー」
テーマ曲はリチャードクレイダーマン「恋はピンポン」
- 鎌田正幸（アナウンサー）1980年頃[5]
- 香西真知子（アシスタント）1980年頃[5]
- 中村宏 (アナウンサー)1986年頃[10]
- 田中伊武（アナウンサー）1986年頃[10]
- 佐久間量子（アシスタント）1986年頃[10]
- 夏目好乃（アシスタント）1986年頃[10]
- 藤掛廣幸 (シンセサイザー奏者) 1987年2月14日

### NHK大津放送局「QPリクエストアワー」
テーマ曲はぺぺハラミジョ「カチート」。

近隣の西武百貨店関西大津店より公開放送を行うことがあった。
- 横尾巧（アナウンサー）1974年度[3]
- 高橋清之（アナウンサー）1974年度[3]
- 城戸美智代（アシスタント）1974年度[3]
- 滝田由利子（アシスタント）1974年度[3]
- 秋田建三（アナウンサー）1980年頃[5][8]
- 小宮英敬（アナウンサー）1980年頃[5]
- 北波美樹子（アシスタント）1980年頃[5][8]
- 成宮裕子（アシスタント）1980年頃[5]
- 山本哲也 (アナウンサー)1986年頃[10]
- 中川富雄（アナウンサー）1986年頃[10]
- 坂崎優子（アシスタント）1986年頃[10][37]

### NHK京都放送局「OKジョッキー」
テーマ曲はKC&ザ・サンシャイン・バンド「ショットガンシャッフル」
- 岡崎卓（アナウンサー）1980年頃[5][8]
- 奥村たか子 1980年頃[5][8]
- 野村正育（アナウンサー）
- 石踊昌一（アナウンサー）
- 三宅民夫（アナウンサー）
- 酒井茂樹（アナウンサー）1986年頃[10]
- 谷口俊二（アナウンサー）1986年頃[10]
- 武久敬子＝パケちゃん（アシスタント）1986年頃[10]
- 松尾美穂恵＝ミクちゃん（アシスタント）1986年頃[10]

### NHK大阪放送局「ステレオリクエストアワー → BKリクエストアワー」
テーマ曲
- クインシー・ジョーンズ「ミッドナイトソウルパトロール」[5]
- PARACHUTE「アレサコレサ」

通称
- 「ステリク」[8]（~1983年3月ステレオリクエストアワー）
- 「F（エフ）リク」（1983年4月～FMリクエストアワー）

DJ
- 奥村浩之＆黒谷昌子(1978年4月～1979年3月)
- 小六英介＆黒谷昌子(1979年4月～1982年3月)[5][8]
- 小六英介＆西尾友里(1982年4月～1983年3月)
- 葛西聖司＆西尾友里(1982年4月～1983年3月)
- 西村大介＆西尾友里(1983年4月～1984年3月)
- 西村大介＆松田みか(1984年4月～1985年3月)
- 山下信＆松田みか(1985年4月～1986年3月)
- 佐藤誠＆松田みか(1986年4月～1988年3月)
- 前川康一

### NHK奈良放送局
テーマ曲はレイモン・ルフェーヴル・グランド・オーケストラ「パリのあやつり人形」
- 塩見智子[38][5]
- 藤沢育子（アシスタント）1980年頃[5]
- 笛吹雅子（アシスタント） - 大学生時代
- 南かおり（アシスタント） - 短大時代
- 中井久世（アシスタント）1986年頃[10]
- 藤満るり子（アシスタント）1986年頃[10]

### NHK和歌山放送局
テーマ曲は大野克夫「フリーウェイズ」
- 仲山富秋（アナウンサー）1980年頃[5]
- 小野智史（アナウンサー）1980年頃[5]
- 山本基子（アシスタント）1980年頃[5]
- 藤井佐規子（アシスタント）1980年頃[5]
- 桶谷知美[39]
- 堀江清市（アナウンサー）＆坂本和穂（アシスタント）1986年頃[10]
- 谷口聡（アナウンサー）＆脇村潤子（アシスタント）1986年頃[10]

### NHK神戸放送局「FMリクエストアワー/トアロードであいましょう」
1978年4月、番組開始。放送を行なっていたオープンスタジオのあるNHK神戸放送局がトアロード沿いにあった事から、番組名を「トアロードであいましょう」としていた。
女性アシスタントは番組中、本名では無く邦楽担当が「マリ」、洋楽担当が「マリー」というDJ名を使用。これはアシスタントが代わっても歴代同じ名前を使用。
オープニング曲 - 「オン・ザ・ムーヴ」（深町純）
- 宮田修（アナウンサー）1974年度[3]
- 安見順子（アシスタント）1974年度[3]
- 林玉姫（アシスタント）1974年度[3]
- 酒井茂樹（アナウンサー）1980年頃[5]
- 小野卓司（アナウンサー）1977年～1981年[5][41]
- 柿沼郭（アナウンサー）
- 石川洋（アナウンサー）
- 古川典子（アシスタント）[42]
- 長田弘之（アナウンサー）1986年頃[10]
- 藤井典子（アシスタント）1986年頃[10]
- 吉田順子（アシスタント）1986年頃[10]

### NHK金沢放送局
テーマ曲はマニュエルとミュージックオブザマウンテン「プラミリアーナ」
- 山下信（アナウンサー）
- 内藤啓史（アナウンサー）[9]
- 草野満代 - 入局直後、アナウンサーだったが、初赴任の金沢放送局で女性アシスタントとして出演。
- 佐藤桂一（アナウンサー）1980年頃[5]
- 今井久（アナウンサー）1980年頃[5]
- 松本幸子（アシスタント）1980年頃[5][9]
- 魚住理保（アシスタント）1980年頃[5][9]
- 佐藤喜八（アナウンサー）1980年10月 - [9]
- 杉尾宗紀（アナウンサー）＆中田真奈美（アシスタント）1986年頃[10]

### NHK富山放送局「FMリクエストアワーIGエディション」
テーマ曲はフランク・ミルズ「街角のカフェ」
- 藤原正信（アナウンサー）1974年度[3]
- 村上信夫 (アナウンサー)1980年頃[5]
- 渡部英美（アナウンサー）1980年頃[5][9]
- 大山博美（アシスタント）1980年頃[5][9]
- 後藤繁榮（アナウンサー）[9]
- 栗田晴行（アナウンサー）1986年頃[10]
- 坂根基志（アナウンサー）1986年頃[10]
- 西野淑美（アシスタント）1986年頃[10]
- 堀田喜代美（アシスタント）1986年頃[10]

### NHK福井放送局
テーマ曲はリチャードクレイダーマン「恋はピンポン」
- 徳田章（アナウンサー）1980年頃[5]
- 奥津憲仁（アナウンサー）1980年[9]
- 片山秀子（アシスタント）1980年頃[5][9]
- 山口知子（アシスタント）1980年頃[5][9]
- 山口さち子（レポーター）1980年[9]
- 大久保俊彦（アナウンサー）1986年頃[10]
- 土坂順子（アシスタント）1986年頃[10]
- 高木ほまれ（アシスタント）1986年頃[10]

### NHK鳥取放送局
テーマ曲はリーリトナー「フライバイナイト」
- 浅見忠治（アナウンサー）1973-1974年頃

- 酒井茂樹（アナウンサー）1974-1975年頃

- 葛西聖司（アナウンサー）1975-1976年頃

- 後藤繁榮（アナウンサー）1978年頃

- 石澤典夫（アナウンサー）1980年頃[5]
- 柿沼郭（アナウンサー）1980年頃[5]
- 山田真改子（アシスタント）1980年頃[5]
- 崎山真弓子（アシスタント）1980年頃[5]
- 塩川健児（アナウンサー）1986年頃[10]
- 平井敬子（アシスタント）1986年頃[10]
- 松田優子（アシスタント）1986年頃[10]
- 柿沼郭（アナウンサー）

### NHK松江放送局
テーマ曲
- フランク・プゥルセル「セ・マニフィック」[5]
- レイモン・ルフェーヴル・グランド・オーケストラ「カデ・ルーセル」[38]

DJ
- 濱中博久（アナウンサー）1980年頃[5]
- 矢成徹夫（アナウンサー）1980年頃[5]
- 井原洋子（アシスタント）1980年頃[5]
- 今岡純子（アシスタント）1980年頃[5]
- 福井茂（アナウンサー）1986年頃[10]
- 瀬戸秀夫（アナウンサー）1986年頃[10]
- 福間芝子（アシスタント）1986年頃[10]
- 小原葉子（アシスタント）1986年頃[10]

### NHK広島放送局
テーマ曲
- レイモン・ルフェーヴル・グランド・オーケストラ「カデ・ルーセル」[38][5]

DJ
- 松本一路（アナウンサー）[38]1980年頃[5]
- 石橋純一（アナウンサー）1980年頃[5]
- 前川康一（アナウンサー）[38]
- 大野公美（アシスタント）[38]
- 二見和男（アナウンサー）
- 森公子（アシスタント）1980年頃[5]
- 松田裕美（アシスタント）1980年頃[5]
- 信藤千恵（アシスタント）1986年頃[10]

### NHK岡山放送局
テーマ曲はポール・モーリア「わが人生のひと」
- 町永俊雄（アナウンサー）
- 末田正雄（アナウンサー）
- 佐々木端（アナウンサー）1974年度[3]
- ハナちゃん = 花岡登紀子 （アシスタント）1974年度[3]
- 清川徹（アナウンサー）1980年頃[5]
- 中山雄一（アナウンサー）1980年頃[5]
- 弘井珠美（アシスタント）1980年頃[5]
- 平沢輝雄（アナウンサー）1986年頃[10]
- 川本道恵（アシスタント）1986年頃[10]
- 二階堂杏子（アシスタント） - 山陽学園短期大学在学中に活動。後に全国こども電話相談室(TBSラジオ)のお姉さん、天気予報等で活躍。

### NHK山口放送局
テーマ曲はカラベリ「クァンド・クァンド・クァンド」
- 長田洋治（アナウンサー）1979年頃[43][5]
- 野方正俊（アナウンサー）1979年頃[43][5]
- 田淵逸子（アシスタント）1979年頃[43]
- 青木優子（アシスタント）1979年頃[43]
- 川元明子（アシスタント）1980年頃[5]
- 杉山美子（アシスタント）1980年頃[5]
- 大出岳史（アナウンサー）1986年頃[10]
- 村上信夫 (アナウンサー)1986年頃[10]
- 土井久代（アシスタント）1986年頃[10]
- 矢田史子（アシスタント）1986年頃[10]
- 新井道子（アシスタント） - 山口大学在学中

公開録音
- 1979年12月16日（日）13～15時 長戸市長門ショッピングプラザ（12月22日放送）[43]

### NHK松山放送局
テーマ曲は「前奏曲とフーガ第5番 ニ長調」
八木健-NHK在職時の担当番組を参照
- 永井敬恵（アシスタント）1980年頃[5]
- 向石律子（アシスタント）1980年頃[5]
- 徳田章（アナウンサー）1986年頃[10]
- 宇高希美（アシスタント）1986年頃[10]
- 亀田和加子（アシスタント）1986年頃[10]

### NHK高松放送局
テーマ曲はボブ・ジェームス「サン・ランナー」
- 鈴木桂一郎（アナウンサー）1977年4月 - 1978年7月[44]
- 森中直樹（アナウンサー）1980年頃[5]
- 近藤富士夫（アナウンサー）
- 中井今日子　（アシスタント）
- 上川みどり（アシスタント）1980年頃[5]
- 丸美恵子（アシスタント）1980年頃[5]
- 島村由紀夫（アナウンサー）1986年頃[10]
- 合田敏行（アナウンサー）1986年頃[10]
- 車谷仁美（アシスタント）1986年頃[10]
- 中村千秋（アシスタント）1986年頃[10]

### NHK徳島放送局
テーマ曲はカラベリ「ダンシング・クイーン」
- 矢成徹夫（アナウンサー）1974年度[3]
- 佐塚元章（アナウンサー）1974年度[3]
- 光岡恭子（アシスタント）1974年度[3]
- 原田邦博（アナウンサー）1980年頃[5]
- 青沼郁夫（アナウンサー）1980年頃[5]
- 西澤洋和（アナウンサー）1986年頃[10]
- 平田毅（アナウンサー）1986年頃[10]
- 井上恵（アシスタント）1986年頃[10]
- 中尾俊美（アシスタント）1986年頃[10]

公開生放送
- 1989年6月3日（土）15時～ 井川中学校体育館 ゲスト：芳本美代子、畠田理恵、円谷優子

### NHK高知放送局
テーマ曲はメイナード・ファーガソン「ゴスペル・ジョン」
- 松平定知（アナウンサー）
- 杉山英昭（アナウンサー）1980年頃[5]
- 山下俊文（アナウンサー）1980年頃[5]
- 山崎真理（アシスタント）1980年頃[5]
- 斉藤文（アシスタント）1980年頃[5]
- 八木健（アナウンサー）1986年頃[10]
- 田丸一男（アナウンサー）1986年頃[10]
- 山本晴恵（アシスタント）1986年頃[10]
- 高橋佐苗（アシスタント）1986年頃[10]

公開生放送
- 1987年11月28日（土）15時5分～ 夜須公民館 ゲスト・長山洋子[45]

### NHK福岡放送局
テーマ曲はデイビッド・キャロル「プア・ピープル・オブ・パリス」
- 田中彰[46]
- 谷口俊二（アナウンサー）1980年頃[5]
- 宝田俊幸（アナウンサー）1980年頃[5]
- 山縣由美子（アシスタント）1980年頃[5]
- 尾方明美（アシスタント）1980年頃[5]
- 堀尾正明（アナウンサー）1986年頃[10]
- 小林大介（アナウンサー）1986年頃[10]
- 山下俊文（アナウンサー）1986年頃[10]
- 藤木恵子（アシスタント）1986年頃[10]
- 瀧口優子（アシスタント）1986年頃[10]
- 志垣佳奈（アシスタント）

### NHK北九州放送局
テーマ曲はポール・モーリア「みつめあう恋」
- 伊藤一（アナウンサー）1980年頃[5]
- 井沢信司（アナウンサー）1980年頃[5]
- 室伸子（アシスタント）1980年頃[5]
- 山下信(アナウンサー)
- 堀尾正明（アナウンサー）
- 周山制洋（アナウンサー）1986年頃[10]
- 池田理恵（アシスタント）1986年頃[10]

### NHK佐賀放送局
テーマ曲はカラベリ「アン・ドゥ・卜ㇿワ」
- 高橋佳久（アナウンサー）1980年頃[5]
- 嶋村由起夫（アナウンサー）1980年頃[5]
- 副島留美子（アシスタント）1980年頃[5]
- 山口くみ子（アシスタント）1980年頃[5]
- 梅津正樹（アナウンサー）
- 山本哲也（アナウンサー）
- 上原康樹（アナウンサー）[5]
- 小田敏夫（アナウンサー）1986年頃[10]
- 佐藤淳（アナウンサー）1986年頃[10]
- 井上恭子（アシスタント）1986年頃[10]
- 陣内貴美子（アシスタント）1986年頃[10]
- おのくみこ（アシスタント） - 短大時代

1980年11月15日（土）15時～ 佐賀市民会館にて公開放送

### NHK熊本放送局
テーマ曲は鈴木茂「パッションフラワー」
- 二見和男（アナウンサー）1980年頃[5]
- 笹本晴茂（アナウンサー）1980年頃[5]
- 金古真理（アシスタント）1980年頃[5]
- 野村久美子（アシスタント）1980年頃[5]
- 住田功一（アナウンサー）1985年[48]、1986年頃[10]
- 本田浩美（アシスタント）1985年[48]、1986年頃[10]
- 吉岡いずみ（アシスタント）1986年頃[10]

公開生放送
1985年3月16日（土）15時5分～大津町文化ホール 
- 司会-住田功一（アナウンサー）、本田浩美（アシスタント）
- ゲスト-成清加奈子[48]

### NHK大分放送局
- テーマ曲
  - レイモン・ルフェーブル「カデ・ルーセル」
  - フランク・プゥルセル「エミリーの瞳」[5]
- DJ
  - 成田光（アナウンサー）1978年頃
  - 内野佳乃（アシスタント）1978年頃
  - 島田稔（アナウンサー）1979年頃
  - 堤智子（アシスタント）1979年頃
  - 原田徹（アナウンサー）1980年[5]
  - 後藤紀子（アシスタント）1980年
  - ふうちゃん（夕べのひとときアシスタント）1980年
  - ようちゃん（夕べのひとときアシスタント）1980年
  - 岩屋陽子（アシスタント）1983年頃、1980年頃[5]
  - 品田公明（アナウンサー）1986年頃[10]
  - 谷正博（アナウンサー）1986年頃[10]
  - 内藤啓史（アナウンサー）1986年頃[10]
  - 真砂奈緒（アシスタント）1986年頃[10]
  - 松村紅実子[49]

### NHK長崎放送局「長崎FMリクエストアワー」
テーマ曲はポール・モーリア「口笛のなる丘」
- 宮川泰夫（アナウンサー）1969年から3年間[11]
- 南邦治（アナウンサー）1974年度[3]
- 半谷進彦（アナウンサー）1974年度[3]
- 佐竹修身（アナウンサー）1974年度[3]
- 木村和義（アナウンサー）1974年度[3]
- マチコタン = 中村真知子（アシスタント）1974年度[3]
- 井上俊治（アナウンサー）1980年頃[5]
- 野島正興 （アナウンサー）1980年頃[5]
- 西智子（アシスタント）1980年頃[5]
- 麻生紀子（アシスタント）1980年頃[5]
- 黒沢保裕（アナウンサー）1986年頃[10]
- 杉岡満（アナウンサー）1986年頃[10]
- 松江伸子（アシスタント）1986年頃[10]
- 能勢まり（アシスタント）1986年頃[10]

### NHK宮崎放送局
テーマ曲はリズム・ヘリテイジ「反逆のテーマ」
- 関口巌（アナウンサー）1974年度[3]
- 村島章恵（アナウンサー）1974年度[3]
- 長友久恵（アシスタント）1974年度[3]
- 宮内ひとみ（アシスタント）1974年度[3]
- 田中浩史（アナウンサー）1980年頃[5]
- 丸山靖子（アシスタント）1980年頃[5]
- 野中真由美（アシスタント）1980年頃[5]
- 関口巌（アナウンサー）
- 道谷眞平（アナウンサー）
- 西村昇（アナウンサー）1986年頃[10]
- 細野敏郎（アナウンサー）1986年頃[10]
- 米倉道子（アシスタント）1986年頃[10]
- 甲斐啓代（アシスタント）1986年頃[10]

### NHK鹿児島放送局
テーマ曲はアース・ウィンド・アンド・ファイアー「異次元への飛翔」
- 板倉卓人（アナウンサー）1980年頃[5]
- 駒形正明（アナウンサー）1980年頃[5]
- 楠本博子（アシスタント）1980年頃[5]
- 大石深雪（アシスタント）1980年頃[5]
- 関口巌（アナウンサー）
- 宮本聖二（アナウンサー）1986年頃[10]
- 宮崎修一（アナウンサー）1986年頃[10]
- 福重晴美（アシスタント）1986年頃[10]
- 広尾理世子（アシスタント）1986年頃[10]

### NHK沖縄放送局
テーマ曲はメキシカンズ「君ほほえめば」
- 山川典二（アナウンサー）1980年頃[5]
- 吉田登（アナウンサー）1980年頃[5]
- 島村直美（アシスタント）1980年頃[5]
- 大渕弘之（アナウンサー）1986年頃[10]
- 柴田厚（アナウンサー）1986年頃[10]
- 屋嘉比成美（アシスタント）1986年頃[10]
- 山田ちづ子（アシスタント）[50]

## 統合末期
1985年頃から関東地方の一部局を皮切りに徐々に「東京リクエストアワー」への統合化が図られるようになり、首都圏県域局の独自番組は1989年（平成元年）4月改編までにすべて終了した。残った甲府放送局も1991年（平成3年）に東京からのネットに切り替え、関東甲信越のブロック放送化が完了した。他地域でも順次ブロック基幹局ごとの放送へとまとめられていき、1990年度からの『夕べのひととき』のブロック化に影響を与えた。
またこの頃から一部の局でアナウンサーではなく芸能人をパーソナリティに起用する例が出始め、下記のパーソナリティがDJを務めていた。

### 東京リクエストアワー
- 目加田頼子(1984年4月7日～1985年3月)池田裕子と週替わり
- 池田裕子(1984年4月7日～1985年3月は目加田頼子と週替わり。1985年4月～1986年3月は月1回)
- 泰葉(1985年4月～1986年3月)月3週出演。出演しない週は池田裕子か深井真理
- 沢田聖子(1986年4月～1988年3月)第1、2、4週の出演
- 深井真理(1986年4月～1988年3月)第3週のみ出演
- 小比類巻かほる
- 奥居香(1988年4月～1989年3月)
- 永井真理子(1988年4月～1989年3月)
- 森高千里(1989年4月～1991年3月)
- 野田幹子(1989年4月～)
- 辛島美登里(～1991年3月)
- 村井麻里子
- 井上昌己(1991年4月～1993年3月)
- 鈴木祥子(1991年4月～1993年3月)
- 森川美穂(1991年4月～1993年3月)
- 谷村有美(1991年4月～1993年3月)
- 峠恵子(1993年年4月～)
- 篠原利佳(1993年年4月～1994年3月)
- 加藤いづみ(1994年4月～1995年3月)
- 久宝留理子
- 石岡美紀(1995年4月～1996年3月)
- 中野真里

1996年3月30日（土）最終回「ザ・ファイナル・リクエストアワー」12:15～19:00の拡大版で、歴代DJの大半が出演。
番組ノベルティとして「久宝留理子&加藤いづみ」「石岡美紀&中野真里」「谷村有美&井上昌巳」の3種類のテレホンカードが存在する。

### 名古屋
- LOU
- SWAY(1991年4月～1992年3月)
- 大西結花
- 永田真代[52]
- GWINKO
- 野村義男
- 内藤やすこ（1993年3月から）毎月第1土曜日[53]
- 石原詢子(1996年4月～1999年3月)毎月第2土曜日[54]
- 神山里美（1996年4月 - 1999年3月）[55]

### 大阪
- 松岡英明(1988年4月 - 1990年3月)[56]
- 平山泰代(1988年5月 - 1992年3月)[56][57]
- 中村敦(1989年 - )[57]
- CHAKA(1991年4月 - 1992年3月)
- 小川喜昌(ど～やん）：LANPA（1991年4月‐1993年3月）
- トータス松本＆花岡幸代(1993年4月 - 1994年3月)
- 松崎真人

### 札幌
- 鈴木一平(～1994年3月)

1996年3月番組終了。「サタデーホットリクエスト」へ移行。

## 番組終了後

### サタデーホットリクエスト移行後
1996年4月から14時～18時50分の約5時間、NHKスタジオパークからの全国的な統一番組の公開生放送を行うようになり、原則東京からのラインネットになったが、大阪局や名古屋局等で毎週又は不定期で2 - 3時間程度ローカルのリクエストアワーに差し替え放送していた。そのため土曜日午前中の「FM番組トピックス」（FM放送番組案内）では「午後2時から午後6時50分までは各地域ごとの番組を放送します」と説明していた。

### サタデーワイド移行後
「サタデーホットリクエスト」が2010年3月で終了となり、その枠を引き継いだ「サタデーワイド」も引き続きローカル放送枠となっていた。2011年度をもってこの時間帯のローカル放送枠は解除されたが、一部放送局ではこの時間帯にローカル番組を放送することがある。

## 復刻版放送
- 2007年9月22日 14時～16時 仙台放送局「宗さんのFMリクエストアワー」公開生放送[58]
- 2008年6月21日（土） 14:00-18:50 NHK北海道開局80周年記念「一日だけ復活！FMリクエストアワー」札幌局から全道へ生放送[59][60]
- 2008年9月20日（土）14時-16時 仙台放送局「宗さんのFMリクエストアワー」公開生放送
- 2009年3月1日 15-18時 FM40ラジオデー(NHK-FM)内にて、当番組を回顧する「わが青春のFMリクエストアワー」が放送[61]。
- 2009年3月7日（土）14:00～18:50松山局「帰ってきた!FMリクエストアワー」[62]
- 2009年7月25日（土）14:00～17:00秋田局「帰ってきた秋田FMリクエストアワー」[63]
- 2009年8月8日（土）14:00～18:50（NHK-FM）「帰ってきたFMリクエストアワー」（出演：山本哲也、芳野潔、黒沢保裕、廣田直敬、杏子）[64]
- 2011年9月17日 14:00 - 18:50 新潟局「 帰ってきたFMリクエストアワー～前を向こう、元気を出そう!!」[65]
- 2013年1月11日 0:25-0:45 NHK総合「ドキュメント20min.伝説の一日！おれたちの“Fリク”ふたたび」
- 2013年3月16日 14:00 - 18:00 新潟局「帰ってきた FMリクエストアワー」[66]
- 2014年1月25日 13-16時 福島局ラジオ第1(公開生放送)「Fリク福島・あの頃僕らは若かった」
- 2016年5月1日 14-16時 鹿児島局「辛島美登里のFMリクエストアワー あの頃、みんな若かった！」
- 2017年4月30日 14-16時 鹿児島局「辛島美登里のFMリクエストアワー」[67]
- 2018年9月22日 14-18時 旭川局「復活!ハローサタデー旭川」[68]
- 2018年4月29日13:05 - 16:00 鹿児島局ラジオ第1「辛島美登里で3時間！Fリク&ミニミニのど自慢」[69]
- 2020年2月11日 8:05-11:50 ラジオ第1「FMリクエストアワー リターンズ」[注釈 2]（出演：辛島美登里・吾妻謙、さとう宗幸（9時台ゲスト）、岸谷香（10時台ゲスト）、森高千里（コメントゲスト））[70]
- 2024年2月2日、5月24日 11-12時 さいたま局FM「ひるどき!さいたま〜ず」 さいたま放送局開局80周年企画で、当時のDJや聴取者達の出演番組を放送。[71][72]
- 2025年2月22日 14-16時 甲府局「復刻！Fリク」[73]放送開始100年の記念番組。公開生放送。出演：小見誠広、伊東敏恵、藤原優紀[74]

## FMリクエストアワー リターンズ
2020年4月3日から、新しく始まるNHKラジオ第1で放送される『らじるラボ』という番組の中に『FMリクエストアワー リターンズ』が、第1・第3金曜日に組み込まれることになり、1996年3月に番組が終わって以来、24年ぶりに事実上の復活を果たす。パーソナリティには、『らじるラボ』のパーソナリティで、2020年2月11日に放送された特別番組『FMリクエストアワー リターンズ』のパーソナリティをしていた吾妻謙を起用する。なお、2020年2月11日に放送された特番と同じくモノラル放送である。

## その他
各局ごとに「ファンクラブ」を結成していた所が多く、機関誌の発行、クラブ員同士の交流、公開放送やイベント時の人員整理、警備のボランティアなどを行っていた。また各局が番組独自の手帳、カバン、Tシャツ等のノベルティを作り、リスナーにプレゼントしていた局も多かった。
SUNPU博'89において「FMリクエストアワー・ヤングステージIN SUNPU」と題したイベントが行なわれていた。